# Mesontoplatys mungo
Mesontoplatys mungo är en skalbaggsart som beskrevs av Vladimir Balthasar 1946. Mesontoplatys mungo ingår i släktet Mesontoplatys och familjen Aphodiidae. Inga underarter finns listade i Catalogue of Life.